# Семиз Али-паша
Семиз Али-паша или Али-паша Семиз (Месићи — 28. јун 1565, Истанбул) је био велики везир Османског царства служећи султана Сулејмана I Величанственог. Ову функцију је обављао од смрти Рустем-паше 10. јула 1561. године, па све до своје смрти. Био је српског поријекла из Подриња. Добио је надимак Семиз, што на турском језику значи дебео.
У младости се борио против Краљевине Угарске.
На мјесто другог везира на Порти је дошао пре 1555. године. Пошто су и други везири: Рустем-паша Опуковић и Мехмед-паша Соколовић настављала општу линију турске политике, да раји, по могућству, учине живот што сношљивијим и да Србе придобију на свима линијама као држави одан, елеменат. И Семизу и Опуковићу се може приписати, а Соколовићу у првом реду, што је Сулејман I Величанствени 1557. године обновио српску Пећку патријаршију и тим, Српској цркви дао нови полет.
Обновљена Патријаршија радила је несметано на јачању вјере. Године 1561. када је Семиз постао велики везир, обновљена је и сама пећка црква. У Грачаници је патријарх Макарије дозидао нову припрату. Иза тога дижу се цркве и манастири по другим мјестима. Манастир Грабовац подигнут је са нарочитом милошћу будимског везира, што манастирски љетопис са признањем истиче. Срби у Угарској добијају десет епархија, а у Босни више манастира. У Мркшиној цркви прорадила је 1562. год. мала црквена штампарија, а идуће године у Скадру друга. У Босни, пише један српски писар 1564. године, био је турски намјесник Мустафа-паша Соколовић, "сродник благочастивом и христољубивом патриарху пећском Кир Макарију".
Код пресељених Срба у Аустрији било је, под утицајем тих вијести и појава, неколико мањих и већих покрета да се врате натраг у Турску. Нарочито је био важан покрет угледног Шобота Поповића из 1565. год. Он је осуђен на смрт и погубљен у Љубљани, под оптужбом да је помагао Турцима да преотму Крупу, као и да је спремао сеобу српских избјеглица, назад у Турску.
Семиз је умро 28. јуна 1565. године у Истанбулу. На месту великог везира наслиједио га је Мехмед-паша Соколовић.